# Gandosso
Gandosso là một đô thị ở tỉnh Bergamo trong vùng Lombardia của nước Ý, có vị trí cách khoảng 60 km về phía đông bắc của Milano và khoảng 20 km về phía đông nam của Bergamo. Tại thời điểm ngày 31 tháng 12 năm 2004, đô thị này có dân số 1.427 người và diện tích là 3,1 km².
Gandosso giáp các đô thị: Carobbio degli Angeli, Castelli Calepio, Credaro, Grumello del Monte, Trescore Balneario.